# O.K. Corral

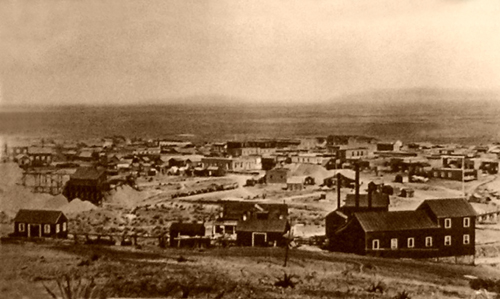
Tombstone, Arizona, im Jahr 1891

O.K. Corral (französischer Originaltitel: O.K. Corral) ist ein Lucky-Luke-Comicalbum des Zeichners Morris. Die Texte stammen von Xavier Fauche und Éric Adam. Die Geschichte, die erstmals 1997 erschien, basiert lose auf den realen Ereignissen der Schießerei am O. K. Corral, die am  26. Oktober 1881 in Tombstone, Arizona, ausgetragen wurde.

## Handlung

Wyatt Earp, ca. 1891

Old Clanton ist schon seit jeher Bürgermeister von Tombstone. Bei jeder Wahl war er der einzige Kandidat, weil seinen Gegnern jeweils kurz zuvor etwas „zugestoßen“ war. Wyatt Earp will mit Hilfe seiner Brüder Morgan Earp und Virgil Earp antreten, um diesmal die Wahl zum Bürgermeister zu gewinnen. Ike, Frank und Billy, die drei Söhne von Clanton, versuchen mit allerlei Tricks, eine faire Wahl zu verhindern und die Earps zu beseitigen. Lucky Luke muss seine ganze Schießkunst einsetzen, um die Clantons in Schach zu halten.
Als Luke den Earps seine Hilfe anbietet, machen diese ihn darauf aufmerksam, dass sie Gewalt verabscheuen, denn schon ihr Vater hatte sich um eine friedliche politische Debatte bemüht. Da nimmt Luke den Hut ab und erklärt trocken, dass dieser weise Grundsatz dafür gesorgt habe, dass Jeremiah Earp den Friedhof von Tombstone vorzeitig einweihen durfte. Jeremiah Earp und Old Clanton hatten einst zusammen Gold gefunden, worauf Clanton Jeremiah fortgejagt und schließlich beseitigt hatte.

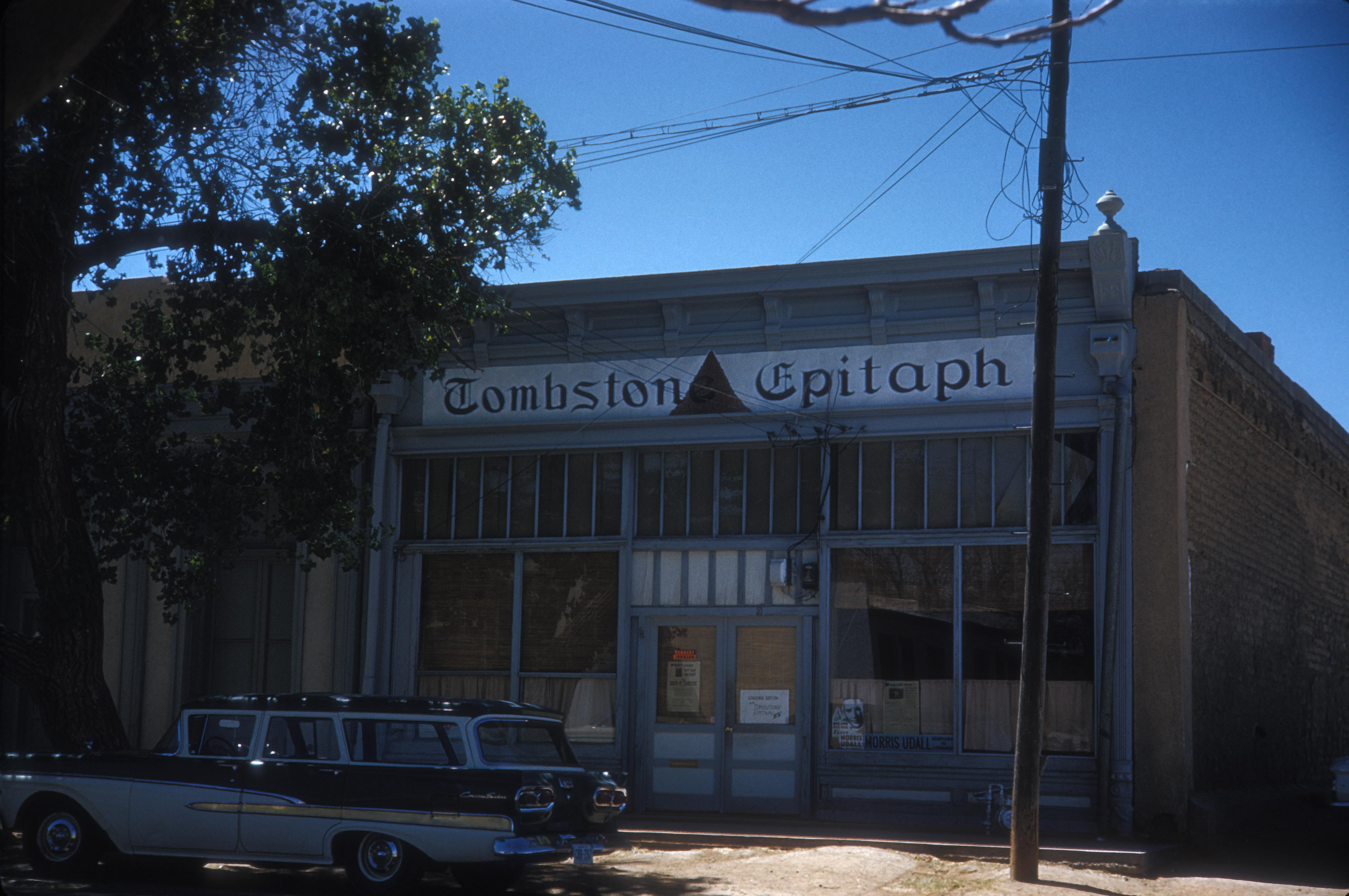
Den Tombstone Epitaph gibt es noch heute. Es ist die älteste Zeitung Arizonas.

Als Lucky Luke beim Tombstone Epitaph eine Anzeige bezüglich der bevorstehenden Debatte zwischen Wyatt Earp und Old Clanton aufgeben will, gelingt das nur, als er dem Redakteur – der gleichzeitig der Totengräber der Stadt ist – erklärt, dass es dabei durchaus zu einer Schießerei kommen könnte. Die Bevölkerung gibt Wyatt aber keine Chance in der Debatte – alle bis auf den Zahnarzt Doc Holliday, der als einziger zu den Earps hält. Kurz vor der Debatte erscheinen die Clanton-Brüder und behaupten, ihr Vater sei von Wyatt ermordet worden. Die entstandene Verwirrung wollen sie sofort nutzen, um gleich alle drei Earps auf der Stelle hängen zu lassen.
Luke durchtrennt alle drei Stricke mit einem Schuss und erklärt, dass die Ermordung inszeniert gewesen sei. Der Bevölkerung ist das aber reichlich egal, denn das Wahlprogramm von Ike Clanton, der nun anstelle seines Vaters kandidiert, verspricht Hinrichtungen und eine Lokalrunde.
Während der Wahlversammlung, die gleichzeitig die Trauerfeier für Clanton sein soll, platzt Luke plötzlich mit dem quicklebendigen Old Clanton herein, worauf die Wahl verschoben wird. Die jungen Clantons hauen ab und drohen, die Kirche in die Luft zu sprengen, wenn ihnen nicht ihr Vater ausgeliefert wird. Die darauf folgende Schießerei zwischen den drei Clantons einerseits, Lucky Luke, Wyatt Earp und Doc Holliday andererseits entscheidet Luke mit einem verrückten Kunststück: Er schießt auf einen geworfenen Revolver, dessen Kugeln die drei Waffen der Clantons hinter der Deckung unschädlich macht.
Der Tombstone Epitaph hat auch schon das passende Extrablatt vom Comeback Old Clantons gedruckt – nur leider zu früh, denn die Clantons sind schließlich alle gefesselt. Wyatt Earp verzichtet zuletzt auf das Amt des Bürgermeisters zugunsten von Doc Holiday. Er selbst wird Sheriff.

## Publikation
Das Album wurde als 105. Lucky-Luke-Geschichte 1997 erstmals in Französisch aufgelegt. Die Geschichte stammt von Éric Adam und Xavier Fauche, gezeichnet wurde sie vom Lucky-Luke-Schöpfer Morris. Das Studio Leonardo übernahm die Kolorierung. Die deutsche Übersetzung von Klaus Jöken erschien im Egmont-Ehapa-Verlag.